# 난바 야스코

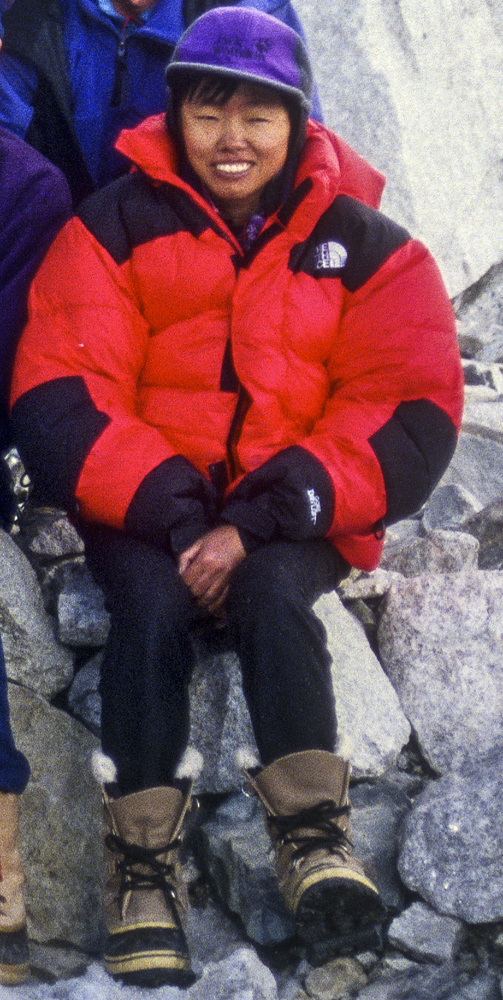

난바 야스코(일본어: 難波康子 なんば やすこ[*], 1949년 2월 7일 ~ 1996년 5월 11일)는 일본의 산악인이다. 일본인 여성으로는 다베이 준코에 이어 두번째 에베레스트 등정자가 되었다. 또한, 칠대륙 최고봉 또한 준코에 이어 두번째 등정자이다.

## 경력

### 사망
1996년 5월 10일 에베레스트 등정을 완수하여, 47세에 칠대륙 최고봉을 전부 등정했다. 이것은 당시 에베레스트 여성 등정자의 최고령 기록이였다. 그러나 에베레스트 등정 후 하산 도중 눈보라로 인해 5월 11일 최종 캠프에서 불과 300m 떨어진 지점에서 사망한 것으로 확인됐다.

## 같이 보기
- 에베레스트산에서 죽은 사람의 목록